# Moses Opondo
Moses Opondo (Kampala, 28 de octubre de 1997) es un futbolista ugandés que juega en la demarcación de centrocampista para el FC Fredericia de la Primera División de Dinamarca.

## Selección nacional
Hizo su debut con la selección de fútbol de Uganda el 2 de junio de 2018 en un encuentro amistoso contra Níger, partido que finalizó con un resultado de 2-1 a favor del combinado nigerino tras un doblete de Victorien Adebayor para Níger, y de Farouk Miya para Uganda.

## Clubes
| Club          | País      | Año       | Partidos | Goles |
| ------------- | --------- | --------- | -------- | ----- |
| Vendsyssel FF | Dinamarca | 2016-2019 | 74       | 7     |
| Odense BK     | Dinamarca | 2019-2022 | 71       | 4     |
| AC Horsens    | Dinamarca | 2022-2024 | 71       | 4     |
| FC Fredericia | Dinamarca | 2024-     | 23       | 3     |